# 皮下注射針

針頭

皮下注射针

皮下注射针是一种可以直接插入人體皮膚的醫療器械，它其實是一個非常细的空心管，並且通常要安裝在注射器上，醫務人員通過注射器以及皮下注射針将藥物（生理盐水）注射到人体内，醫務人員也通過注射器以及皮下注射針从人体内採集液体（血液）。